# LED obrazovka

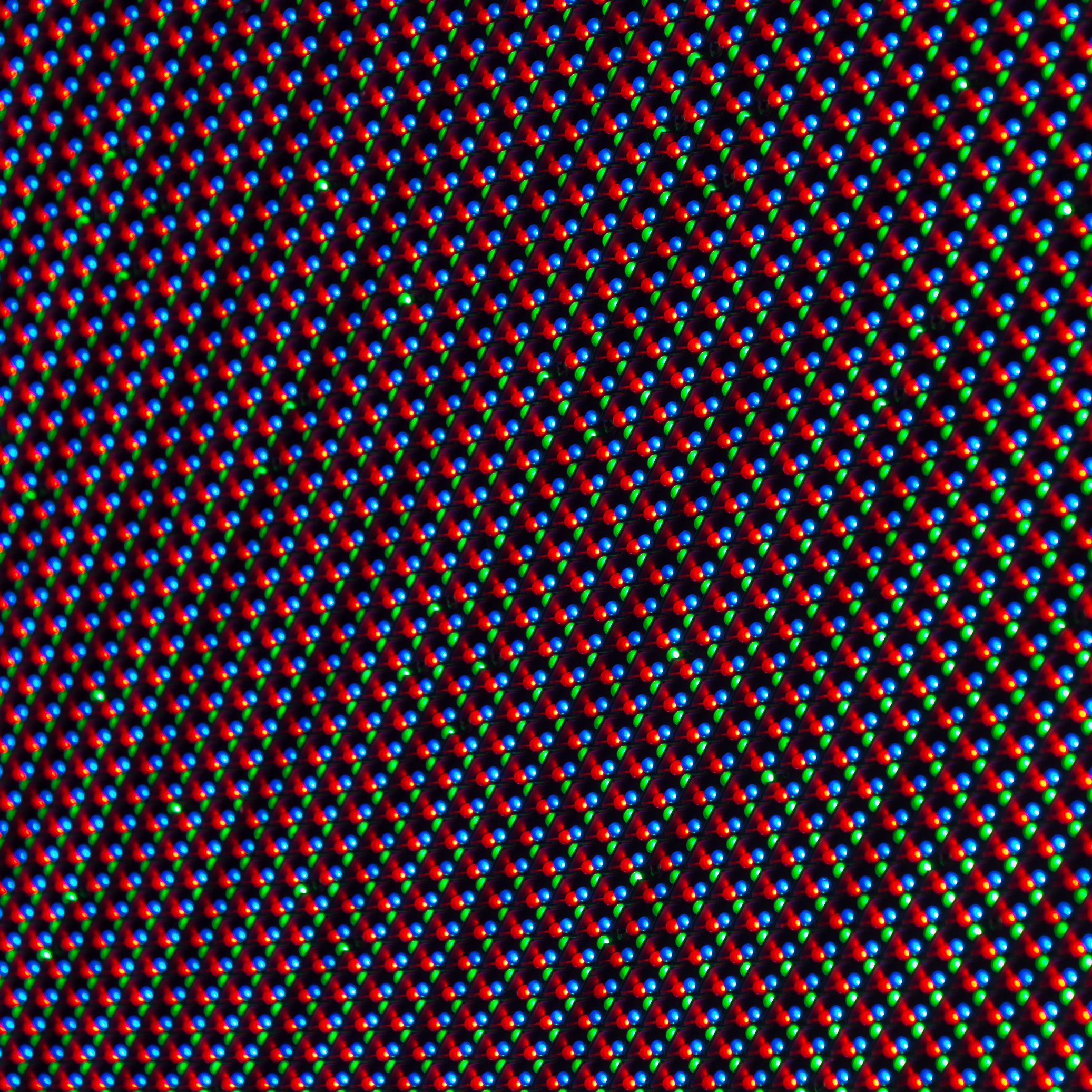
Detail LED obrazovky

LED obrazovka je aktivní zobrazovací zařízení, kde hlavním aktivním prvkem jsou světelné diody, takzvané LED (Light Emitting Diode), které pokrývají celou plochu obrazovky.
LED obrazovka je postavena na principu aditivního sčítání barev, kdy každý jednotlivý plněbarevný bod obrazovky tvoří trojice LED diod – červená, zelená a modrá. Při sledování velkoplošné LED obrazovky z určité vzdálenosti barevný svit všech tří LED splyne díky omezené rozlišovací schopnosti lidského oka a pozorovatel ho vnímá jako jeden barevný bod. Čím větší je rozteč mezi jednotlivými LED, tím větší je i minimální pozorovací vzdálenost.
LED jsou osazeny do plochy obrazovky se stínítky. Stínítka jsou výstupky tvořící stříšku nad LED, která zabraňuje dopadu slunečního záření a chrání před mechanickým poškozením. Černá barva podkladu obrazovky zajišťuje optimální podmínky pro maximální využití barevné škály a intenzity vyzařovaného světla. Rozdílnou intenzitou svitu jednotlivých LED lze docílit zobrazení až 68 miliard barev. Obrazová data jsou zpracovávána v počítači prostřednictvím řídící aplikace, která každé LED přiřazuje odlišnou intenzitu svitu. Tato informace je zasílána do řídící jednotky uvnitř samotné obrazovky. Vše se děje v reálném čase při obnovovací frekvenci 600 Hz, tedy 600x za sekundu. Vysoká obnovovací frekvence zaručuje, že obraz LED obrazovky zaznamenaný jakoukoli videotechnikou nebliká, což je absolutně nezbytné při TV přenosech ze sportovních utkání nebo koncertů.
Mezi zobrazovací zařízení využívající LED obrazovky patří obrazovky televizorů a monitorů, zobrazovače, multimediální LED kostky, displaye, billboardy, mantinely, průhledné LED obrazovky, LED panely, ohebné LED zobrazovače a další LED zobrazovací velkoplošná technika.

## Části
Hlavními prvky zajišťujícími funkci LED obrazovky jsou:
- cluster (pevný disk)
- základní blok
- nosná konstrukce
- datový kabel
- řídící počítač

## Zobrazování
Vzhledem ke stále se rozvíjejícím technologiím jsou LED obrazovky dostupnější. Velkoplošné LED obrazovky a LED zobrazovače se využívají hlavně k zobrazování reklam, videí, obrázků, on-line přenosů, sportovních přenosů, videoklipů, live zdrojů signálu (například televizní vysílání), webových stránek a ostatních informací snad ve všech možných segmentech trhu, obchodu a zákazníků.

## Výhody
- dobře viditelné na přímém slunci
- sestava LED
- venkovní použití

## Zadní projekce
Vysoce kvalitní a elegantní velkoplošné zobrazení poskytuje zadní projekce. Projektor promítá obraz na speciální světlopropustnou projekční plochu – matnici. Toto řešení umožňuje umístit nejen projektory, ale i další techniku mimo konferenční sál. Z pohledu účastníků se jedná o technicky velice čisté a nerušící řešení. Navíc kvalita a jas obrazu je při zadní projekci nepoměrně vyšší než při klasické projekci přední.